# Lizard (personaggio)
Lizard, il cui vero nome è Dr. Curtis "Curt" Connors, è un personaggio dei fumetti statunitensi creato da Stan Lee (testi) e Steve Ditko (disegni). Esordisce nel 1963 sulla serie Amazing Spider-Man (vol. 1) n. 6, pubblicata negli Stati Uniti d'America dalla Marvel Comics. È uno dei primi nemici dell'Uomo Ragno e, sebbene il personaggio abbia mantenuto questo ruolo durante la maggior parte delle sue apparizioni successive, è stato anche interpretato come un tragico antieroe e occasionale alleato di Spider-Man. Connors a volte è un alleato di Spider-Man proprio come se stesso, e non necessariamente come il suo alter ego.
Nella versione originale della storia, Curt Connors era un genetista che ricercava la capacità di alcuni rettili di ricrescere arti mancanti. Ha sviluppato un siero a base di DNA di lucertola che avrebbe permesso agli umani di fare lo stesso e l'ha testato su se stesso, sperando di ritrovare il braccio destro mancante; invece, si trasformò in una lucertola antropomorfa selvaggia. Sebbene Spider-Man sia stato in grado di annullare la trasformazione, la lucertola è rimasta una parte del subconscio di Connors e sarebbe ricomparsa più e più volte; conservando spesso l'intelligenza di Connors e tentando di sostituire l'umanità con una razza di creature rettiliane come lui. Molte storie con la lucertola trattano degli effetti che ha sulla vita e sulla psiche di Connors, poiché quest'ultimo vive nella costante paura che la lucertola un giorno si impossessi completamente e irreversibilmente del suo corpo. Per questo motivo, lavora instancabilmente per trovare una cura permanente per la sua personalità alternativa, con grande preoccupazione di sua moglie Martha Connors e di suo figlio Billy.
Nel 2009, Lizard è stato classificato da IGN come il 62º miglior cattivo dei fumetti di tutti i tempi.

## Biografia del personaggio
Curtis "Curt" Connors è nato a Coral Gables, in Florida. Era un chirurgo di talento che si arruolò nell'esercito degli Stati Uniti. Purtroppo durante la guerra del Vietnam il suo braccio destro fu terribilmente ferito in un'esplosione, con conseguente sua amputazione.
Dopo il suo ritorno alla vita civile come scienziato, Connors decise di sperimentare su sé stesso un siero a base di DNA di lucertola per farselo ricrescere: inizialmente, il siero funzionò facendogli ricrescere il braccio ma, dopo poco, come effetto collaterale Connors si trasformò in una lucertola gigante umanoide. Grazie all'intervento dell'Uomo Ragno, venne riportato nella sua forma umana. In seguito la sua famiglia venne rapita dal criminale Silvermane che intendeva usare Connors per ottenere un siero che garantisse l'immortalità seguendo le iscrizioni di una tavoletta. A causa dello stress Curt si trasformò nuovamente nella lucertola gigante, finendo per vagare attraverso New York, causando distruzione e panico. L'Uomo Ragno, dopo aver liberato la famiglia del dottore, lo riportò nuovamente alla normalità. In seguito il dottore ricambiò il favore salvando May Parker, intossicata da una trasfusione di sangue di Peter.

## Cicli di storie

### Nel regno dei morti
Quando Norman Osborn rapì May Parker per costringere Peter a farlo evadere, Lizard era nel gruppo dei Sinistri Dodici che avrebbe dovuto ucciderlo.

### Lizard junior
Lizard assalì di nuovo l'Uomo Ragno con l'aiuto del figlio Billy a cui aveva iniettato il siero della lucertola spinto dall'influenza di un meteorite che causava comportamenti selvaggi. Entrambi però vennero poi catturati e riportati alla forma umana.

### Civil War
Durante la Civil War, Lizard fece parte di una nuova versione dei Sinistri Sei che venne fermata da Capitan America e dai suoi Vendicatori Segreti.

### Squame
Lizard prese il sopravvento sulla coscienza di Connors e ne uccise il figlio. La scomparsa della coscienza di Curt incrementò i poteri di Lizard al punto che stavolta l'Uomo Ragno ebbe la peggio. Dopo aver utilizzato il siero di Connors per divenire immune ai nuovi poteri di Lizard, gli mostrò la foto del figlio che lo fece rinsavire per poi fuggire.
Lizard rapì poi il figlio di Lily Holister portandolo nel suo covo per farci esperimenti e vedere se appartenesse a una nuova specie. Spidey andò a salvare il piccolo da Lizard e dopo averlo recuperato lasciò l'alter ego di Connors a battersi con il Dottor Octopus.

### Senza ritorno
Dopo aver lavorato con la Horizon Labs a una cura per il ragno-virus, Morbius iniziò la ricerca di una cura per se stesso e per Curt Connors. Il siero di Morbius riportò Lizard alla sua forma umana, ma la mente rimase quella del rettile, anche se finse di essere completamente guarito per poter creare un siero che lo riportasse anche fisicamente alle sembianze di Lizard. Dopo aver testato il siero su molti dipendenti della Horizon, "Curt" se lo iniettò, prima di essere scoperto da Carlie Cooper. L'Uomo Ragno riuscì però a portarlo fuori prima che la sua trasformazione fosse completata e utilizzando una cura sviluppato da Morbius, riuscì ad avere la meglio sul nemico ma non a farlo tornare al suo stato umano. Messo in custodia nel Raft, Connors affermò che avere la sua coscienza umana nel corpo di rettile era la giusta punizione.

### Desiderio di morte
Quando il Dottor Octopus scambiò il suo corpo con quello dell'Uomo Ragno, Connors, ignaro di ciò, gli disse che la cura aveva funzionato, e che la mente di Curt era dominante. Quando Octopus gli propose di unirsi a lui nell'evasione, Lizard rifiutò perché non aveva un posto dove andare.

### Senza via di fuga
Quando l'Ammazzaragni disattiva i sistemi di sicurezza del Raft Curt fugge dalla sua cella. Mentre Spider-Man assale Alistair, J. Jonah Jameson viene assalito dallo Scorpione, ma viene salvato da Lizard che rivela a Jameson di aver mantenuto la sua intelligenza umana.

### Il complotto del clone (The Clone Conspiracy)
Dopo essere stato imprigionato nell'istituto correzionale Andru, Lizard (ancora con la mente del dottor Curt Connors) viene contattato da un uomo vestito di rosso indossante una maschera di Anubi (che si rivelerà essere un redivivo Ben Reilly), il quale, in cambio dei suoi favori, riporta in vita sua moglie Martha ed il figlio Billy, morti precedentemente.

## Poteri e abilità
Il dr. Curtis Connors si è dato poteri sovrumani come risultato dell'esposizione al siero con il DNA di una lucertola, che gli ha permesso di trasformarsi in Lizard. In forma umana, non ha nessuno dei suoi poteri sovrumani, ma è molto intelligente e uno scienziato ben noto nei campi della genetica, della fisica, della biochimica e dell'erpetologia. Ha un intelletto a livello di genio.
Quando Connors è trasformato in Lizard, ha forza, velocità, resistenza, agilità e riflessi a livelli sovrumani, che possono eguagliare quasi quelle di Spider-Man. La sua forza sovrumana è sufficiente per sollevare circa 12 tonnellate. Può anche scalare i muri usando una combinazione dei suoi artigli affilati e delle micro squame sulle mani e sui piedi che creano un attrito molecolare come quello di un geco. È altamente resistente alle lesioni grazie alla sua spessa pelle squamosa, che gli consente di resistere a forature e lacerazioni da armi ordinarie e armi da fuoco di basso calibro. Inoltre, la lucertola ha capacità di guarigione altamente migliorate che gli consentono di riprendersi rapidamente da ferite gravi, inclusa la rigenerazione degli arti perduti. Ha anche una lunga coda che può usare per bilanciarsi o come arma offensiva, capace di frustare e frantumare il cemento. Come alcuni gechi, può staccare la coda e farne crescere una nuova. La lucertola ha denti affilati come rasoi incastonati in mascelle muscolose che possono infliggere un morso letale. Come un rettile, ha caratteristiche di sangue freddo ed è quindi sensibile agli sbalzi di temperatura; un ambiente sufficientemente freddo farà rallentare drasticamente il suo metabolismo e diventerà dormiente se è esposto a temperature fredde per troppo tempo.
La lucertola può comunicare mentalmente e comandare tutti i rettili entro un miglio da sé stesso tramite telepatia limitata. Ha anche in almeno un'occasione secreto potenti feromoni che hanno indotto gli esseri umani vicini a comportarsi violentemente. In seguito, un ulteriore potenziamento della sua telepatia gli ha conferito il potere di costringere telepaticamente gli umani a mettere in atto i loro impulsi primordiali, sopprimendo il controllo emotivo nella loro amigdala (il "cervello di lucertola").
Sulla base di vari fattori fisiologici e ambientali, l'intelligenza della lucertola può variare da quella bestiale e animalesca alla normale intelligenza umana. La personalità di Lizard si è manifestata più spesso con l'intelligenza umana, capace di parlare e ragionare più in alto, sebbene alcune versioni siano state più selvagge di altre. Durante le Guerre segrete in particolare, è apparso meno spietato del suo solito, mostrando preoccupazione per Volcana e Wasp dopo che gli hanno mostrato gentilezza nonostante il suo solito disprezzo per gli umani. Tuttavia, anche quando opera a livello di un umano, la Lucertola è raramente intelligente come il Dr. Connors, mostrando in molte occasioni l'incapacità di comprendere il lavoro del suo sé umano e usarlo per perseguire i propri scopi nonostante i suoi migliori sforzi.
Di recente, la Lucertola ha apparentemente "distrutto" Curt Connors, ma successivamente ha iniziato a mostrare alcune delle emozioni umane di Connors. In contrasto con la sua natura precedentemente selvaggia, ha anche mostrato capacità intellettuali sufficienti per replicare il lavoro di Connors per sé stesso, sebbene sia ancora ostacolato dalla sua incapacità di comprendere appieno le emozioni umane.

## Versione Ultimate
Nell'universo Ultimate della Marvel, Connors perde la moglie a causa di un tumore; si trasforma in Lizard iniettandosi il DNA di una lucertola ma viene curato dall'Uomo Cosa. Inoltre, mescolando il suo DNA con quello dell'Uomo Ragno e del costume di Venom, ha creato il Carnage di questo universo.

## Versione Amalgam
Lizard nell'universo Amalgam viene unito a Killer Croc diventando il letale Croc Lizard.

## Altri media

### Animazione
Curt Connors / Lizard è apparso nelle seguenti serie animate:
- L'Uomo Ragno (1967)
- L'Uomo Ragno (1981): il personaggio non compare nelle vesti di Curt Connors e viene chiamato nella versione italiana Il Lucertolone.
- Spider-Man - L'Uomo Ragno (1994)
- Spider-Man: The New Animated Series (2003)
- The Spectacular Spider-Man (2008)
- Ultimate Spider-Man (2012)
- Disk Wars: Avengers (2014)
- Spider-Man (2017)

### Cinema

Lizard interpretato da Rhys Ifans nel film The Amazing Spider-Man.

- Il personaggio viene citato brevemente nel film Spider-Man (2002) mentre appare personalmente (nella sola veste di Curt Connors), interpretato da Dylan Baker, nei film Spider-Man 2 (2004) e Spider-Man 3 (2007), dove è il professore universitario di chimica di Peter Parker.
- Il dottor Curt Connors, alias Lizard, appare come antagonista principale nel film reboot The Amazing Spider-Man (2012), interpretato da Rhys Ifans.[7][8] Nel film, Connors è uno scienziato che lavora alla Oscorp. Il suo più grande desiderio è quello di farsi ricrescere il braccio destro, perduto durante la guerra, utilizzando la genetica degli incroci tra specie. Sarà Peter Parker, grazie agli appunti presi dal padre, a rivelargli l'equazione mancante per completare il progetto. Viene testato un siero contenente il DNA di lucertola in un topo senza una zampa, e il risultato ha esiti positivi, facendo ricrescere la zampa persa al roditore. Connors avverte allora il Dr. Rhata, ma quest'ultimo gli comunica che il siero va testato sulle persone, perché Norman Osborn sta morendo ed ha bisogno velocemente di una cura e non c'è tempo per altre ricerche. Per impedire di testare il siero su dei malati, Connors se lo inietta da solo e sviene per il dolore. Una volta rinvenuto, lo scienziato si ritrova con il suo braccio completamente ricresciuto, ma inizia ad avvertire forti dolori e in poco tempo si trasforma in un essere dalle sembianze di una lucertola, seminando il panico sul ponte di Brooklyn. Qui, Lizard possiede un volto più umano ed è privo dei vestiti, salvo una breve scena dove la creatura ha addosso il camice da laboratorio. Rifugiatosi all'arrivo di Spider-Man nelle fogne di New York, Connors torna normale e si stabilisce lì per continuare i suoi esperimenti sul siero. Capisce che la trasformazione lo rende incredibilmente forte e agile e inizia a considerarla una "razza superiore" e intende trasformare tutti gli abitanti della metropoli in lucertole utilizzando un macchinario situato alla Oscorp. Venuti a conoscenza dell'identità della creatura e del folle piano dello scienziato, Peter Parker e Gwen Stacy preparano un siero contro la trasformazione. Lizard nel frattempo arriva alla Oscorp e mette il siero nel macchinario per diffonderlo in tutta la città, ma Spider-Man e il capitano George Stacy cercano di fermarlo. Durante lo scontro, il padre di Gwen perde la vita, trafitto dagli artigli della lucertola, ma l'Arrampicamuri riesce all'ultimo momento a sostituire il siero con l'antidoto, facendo tornare lo scienziato alla sua forma normale, pentito delle sue folli ambizioni e mantenendo segreta l'identità di Peter, che aveva scoperto. Curt Connors viene messo in prigione e in una scena finale dopo i titoli di coda, un misterioso uomo d'affari gli appare nell'ombra e gli chiede se Peter conosce la verità su suo padre. Lo scienziato gli risponde di no e gli dice nervosamente di stare lontano dal ragazzo. In quest'ultima scena si vedono delle scaglie sul collo di Connors, segno che la mutazione potrebbe essere ancora attiva o latente.
- Nel film The Amazing Spider-Man 2 - Il potere di Electro (2014), non appare fisicamente, ma viene solo menzionato.
- L'incarnazione di Lizard (Peter Parker), proveniente nell'universo alternativo di Gwen Stacy (Spider-Gwen), appare come antagonista minore nei film d'animazione Spider-Man - Un nuovo universo (2018) e Spider-Man: Across the Spider-Verse (2023).
- L'iterazione di Lizard dell'universo di Marc Webb appare come antagonista terziario nel film del Marvel Cinematic Universe Spider-Man: No Way Home (2021), interpretato nuovamente da Rhys Ifans. Poco prima della sua sconfitta nel film The Amazing Spider-Man, Connors finisce in un altro universo a causa dell'incantesimo rovinato del Dottor Strange, che ha portato lì tutti quelli che conoscono la vera identità di Spider-Man. Lizard viene rapidamente catturato da Strange e imprigionato nel Sanctum Sanctorum. Fra gli altri individui trasportati in quell'universo, Lizard incontra anche Max Dillon, che conosce in quanto entrambi ex dipendenti della Oscorp. Quando sente che alcuni di loro sono deceduti combattendo il loro Spider-Man, Connors inizia a preoccuparsi del suo destino. Il Goblin lo convince infatti a contrattaccare. Lizard in seguito raggiunge l’isola della Statua della Libertà e si unisce a Electro e l'Uomo Sabbia nel combattimento finale contro Spider-Man e le sue due varianti, ma alla fine viene sconfitto e curato da Parker, tornando nuovamente alla sua forma umana che comincia a piangere silenziosamente per la perdita del suo braccio destro. Alla fine, Connors viene rimandato nel suo universo natale dal Dottor Strange, insieme con Peter Parker e Max Dillon.

### Videogiochi
Il personaggio appare nei seguenti videogiochi:
- Questprobe#2: Spider-Man (1984 - Commodore 64, Commodore 16, Atari 8-bit, ZX Spectrum, Pc, Amstrad, Apple II)
- The Amazing Spider-Man vs. The Kingpin (1990 - Mega Drive, Sega Game Gear, Sega CD)
- Spider-Man: The videogame (1991 - Sega Game Gear, Sega CD)
- The Amazing Spider-Man (1991 - Game Boy)
- The Amazing Spider-Man 2 (1992 - Game Boy)
- The Amazing Spider-Man: Lethal Foes (1994 - Super Nintendo)
- Spider-Man (2000 - Game Boy Color, Playstation, Nintendo 64, Dreamcast, Mac, Pc)
- Spider-Man 2: Enter Electro (2001 - PlayStation)
- Spider-Man 2 (2004 - PSP, PlayStation 2, Xbox, GameCube)
- Marvel: La Grande Alleanza (2006 - Pc, Wii, Xbox, Xbox 360, PSP, PlayStation 2, PlayStation 3, Game Boy Advance)
- Spider-Man 3 (2007 - Pc, Wii, PlayStation 2, PlayStation 3, Game Boy Advance, PSP, Xbox 360, televisione, Telefono cellulare, Nintendo DS)
- Spider-Man: Amici o nemici (2007 - Pc, Wii, Xbox 360, Nintendo DS, PSP, PlayStation 2) (in cui, stranamente, viene raffigurato come eroe che si allea con Spider-Man e si comporta in modo abbastanza civile)
- Marvel: La Grande Alleanza 2 (2009 - Wii, Xbox 360, PlayStation 2, PlayStation 3, PSP, Nintendo DS)
- The Amazing Spider-Man (2012 - Wii, Xbox 360, PlayStation 3, PlayStation Vita, Nintendo 3DS, Nintendo DS)
- Marvel's Spider-Man 2 (2023 - PlayStation 5)